# Pierrette Prat i Galindo
Pierrette Prat i Galindo (Talteüll, 28 de febrer de 1927 - Barcelona, 5 de juliol de 2014) fou una religiosa que, molesta pel laïcisme militant francès del seu pare, s'escapà de casa seva als 30 anys per entrar al Monestir de Pedralbes el 1957, on visqué fins al final de la seva vida. Entre el 1957 i el 1987 fou presidenta federal dels convents de clarisses de Catalunya. Des del 1987 i fins al 2007 fou l'abadessa del Monestir de Pedralbes. Va treballar per dur a la pràctica les conclusions del Concili Vaticà II.
En la seva activitat com a abadessa va defensar sempre davant les autoritats municipals la conservació i preservació del monestir, i va negociar la seva obertura al públic, a les visites guiades i a alguns actes. També va ser impulsora de la digitalització de la documentació del monestir.
Després de la seva mort l'alcalde de Barcelona, Xavier Trias, va manifestar que la monja tenia "un gran afecte per les persones i il·lusió per un futur millor per al nostre país" i va destacar-ne "l'aposta per preservar la cultura i la identitat catalana i la voluntat de combinar la vida contemplativa al Monestir de Pedralbes amb la seva obertura a la societat, oferint al gaudi de tothom un magnífic edifici històric, on la congregació habita des del 1327".